# 埃爾多拉多 (委內瑞拉)
6°43′0″N 61°37′0″W / 6.71667°N 61.61667°W
埃爾多拉多（西班牙語：El Dorado），是委內瑞拉的城鎮，位於該國西部玻利瓦爾州，是西豐特斯市的首府，始建於1894年3月2日，該地區有鑽石礦開採，人口5,000。